# Veelikse, Viljandimaa
Veelikse är en ort i Estland. Den ligger i Abja kommun och landskapet Viljandimaa, i den södra delen av landet, 150 km söder om huvudstaden Tallinn. Veelikse ligger 79 meter över havet och antalet invånare är 130.
Terrängen runt Veelikse är mycket platt. Runt Veelikse är det glesbefolkat, med 9 invånare per kvadratkilometer. Närmaste större samhälle är Abja-Paluoja, 5,1 km öster om Veelikse. I omgivningarna runt Veelikse växer i huvudsak blandskog.